# Sebastiano Agati
Sebastiano Agati (Siracusa, 1872 – Siracusa, 1949) è stato un architetto, archeologo, storico dell'arte, professore ed autorevole studioso di arte bizantina italiano.

## Biografia
Contribuì, fra le altre, alla rivalutazione ed alle indagini storiche sulla Cattolica di Stilo in provincia di Reggio Calabria, la Cappella Bonajuto a Catania (1930) e la Cuba bizantina di Santa Domenica a Castiglione di Sicilia (CT).
Collaboratore della «Regia Soprintendenza di Siracusa», contribuì alla realizzazione del Palazzo Greco, sede odierna dell'Inda, realizzò il progetto di restauro di Palazzo Bellomo e Parisi e lo studio sulla Cuba di Santa Domenica grazie al quale l'edificio ottenne il riconoscimento di monumento nazionale (1909).
Nella sua opera collaborò con l'insigne studioso Paolo Orsi.